# سبينت
السِّبْنِيت هو نوع أصغر من البيان القيقاري أو أدوات لوحة المفاتيح الأُخَر، مثل البيان أو الأُرغن.